# Radio România
Radio România of officieel: Societatea Română de Radiodifuziune (SRR) is de publieke radio organisatie in Roemenië. Het zendt uit via FM, AM en internet. Het is de zusterorganisatie van de publieke televisie in Roemenië; Televiziunea Română en is gevestigd in Boekarest.
In 2019 stond het nieuws kanaal Radio România Actualități met een publiek van rond de 1,1 miljoen luisteraars op de 4e plaats wat betreft het aantal luisteraars. De leiding wordt door het parlement benoemd. Desondanks lijkt de politieke invloed in ieder geval op regionaal niveau beperkt.

## Geschiedenis
Op 1 november 1928 werd de eerste uitzending gestart dankzij inspanningen van de Roemeense radiopionier Dragomir Hurmuzescu. De eerste experimentele uitzendingen vonden al plaats vanaf 1925.
In 1934 is het aantal uitzendingen al opgelopen tot 3.517 uren. In 1938 is 22,37% van de uitzendingen gesproken woord en 52,32% bestaat uit muziek (veelal concerten, opera's)
In 1939 werd een eerste regionale zender geopend; Radio Basarabia dat uitzond vanuit Chişinău (Moldavië behoorde toen tot Roemenië). In 1941 werd een tweede regionale zender geopend; Radio Moldova, uitzendend vanuit de stad Iaşi (tegenwoordig Radio Iași).
Na de tweede wereldoorlog verloor de zender haar onafhankelijkheid, in 1948 stond het volledig onder controle van het communistische bewind. Vanaf 1954 werden nieuwe regionale zenders opgestart:
- Radio Cluj – 15 maart 1954
- Radio Craiova – 6 juni 1954
- Radio Timişoara – 1955
- Radio Târgu Mureş – 1958
- Radio Vacanţa – 1967 (kust radio station)

In 1963 wordt naast het eerste en tweede kanaal een derde landelijke radiozender gestart (Programul III).
In 1985 worden bij presidentieel decreet alle regionale zenders stopgezet, de zendmasten worden ingezet voor de landelijke kanalen.
Met de omwentelingen komen de regionale zenders opnieuw in de lucht aan het einde van 1989. Na deze periode worden twee nieuwe regionale zenders opgestart:
- Radio Constanța
- Antena Bucureștilor

In de jaren '90 wordt Radio Roemenië Internationaal opgezet, het zendt uit op 5 continenten in 17 verschillende talen. In 1998 wordt een nieuwe zender gestart die zich alleen richt op de hoofdstad; Radio București. In 1999 begint ook Antena Braşovului. In 2011 wordt Radio Chişinău opnieuw gelanceerd, het richt zich op buurland Moldavië.

## Structuur

### Nationale zenders
- Radio România Actualități - Algemeen station met nieuws en popmuziek
- Radio Antena Satelor - Station dat focust op rurale cultuur en volksmuziek
- Radio România Cultural - Klassieke muziek, theater en cultuur
- Radio România Muzical - Beperkt te bereiken station met klassieke muziek
- Radio Romania International - De wereldomroep van Roemenië die uitzendt in oa. Duits Engels
- Radio România Junior - kanaal gericht op jongeren en popmuziek

### Regionale zenders
- Radio România Regional - Het netwerk van regionale kanalen gericht op regionaal nieuws, programma's voor minderheden en muziek

Het netwerk bestaat uit de volgende zenders:
- - București FM
  - Radio Cluj (met als tweede kanaal Kolozsvári Rádió in de Hongaarse taal
  - Radio Constanța
  - Radio Vacanța
  - Radio Craiova
  - Radio Iași
  - Radio Reșița
  - Radio Târgu Mureș (met als tweede kanaal Marosvásárhelyi Rádió in de Hongaarse taal
  - Radio Timișoara
  - Radio Chișinău